# AV Froburger
AV Froburger (Akademische Verbindung Froburger) ist eine gemischt-geschlechtliche, farbentragende, nicht-schlagende Studentenverbindung an der Universität Basel. Alle Studierenden der Universität Basel sowie der Fachhochschule Nordwestschweiz haben die Möglichkeit der Verbindung beizutreten. Die AV Froburger nimmt sowohl Schweizer als auch Angehörige anderer Staaten auf, solange letztere alle anderen Bedingungen (Studium an der Universität Basel oder FHNW) erfüllen.
Die AV Froburger ist eine Sektion des Schweizerischer Studentenvereins, innerhalb des Dachverbands gehört die Verbindung der Reform-Bewegung an.

## Geschichte

### Vor der Gründung
Schon 1921 gab es in Basel erste Bestrebungen, neben der seit 1863 existierenden AKV Rauracia, eine zweite katholische Studentenverbindung zu gründen. In der Zeit zwischen 1921 und 1939 gab es insgesamt drei solcher Versuche. Diese Bestrebungen scheiterten allerdings am widerstand der Rauracia, die keine zweite katholische Verbindung auf dem Platz Basel dulden wollte und diesen Monopolanspruch mehrfach klarstellte.

#### Der „Fall Belser“
Bis ins Jahr 1939 galt im Schw. StV. die sogenannte „Wiedereintrittspflicht“, das heißt konkret, dass ein Mitglied einer Gymnasialverbindung beim Übertritt an eine Hochschule in die jeweilige Hochschulsektion eintreten musste. Ein Nicht-Eintreten in eine Hochschulsektion der jeweiligen Hochschule hatte den automatischen Ausschluss aus dem Dachverband zur Folge.
Diese Praxis musste nach dem Bundesgerichtsurteil zur Sache Alphons Belser gegen Schweizerischer Studentenverein, in welchem zu Gunsten Belsers entschieden wurde, eingestellt werden.
Dieses Urteil war für die Gründung der AV Froburger von großer Relevanz, da ansonsten die zur Gründung nötigen fünf Schw. StV Mitglieder in Basel nicht gefunden worden wären.

### Gründungszeit
Die AV Froburger wurde am 24. Februar 1939 in Basel gegründet. Am 26. Februar wurden das Centralcomitee (CC) des Schw. StV sowie die anderen Reformverbindungen (AV Welfen Zürich, AV Berchtoldia Bern, AV Fryburgia Fribourg) über die Gründung informiert, die AKV Rauracia wurde am 5. März informiert.
Das CC erkannte die Gründung der Froburger am 11. April an – die Anerkennung durch die Generalversammlung sollte am nächsten Zentralfest im September 1939 erfolgen, welches allerdings nach der Generalmobilmachung am 1. September 1939 abgesagt wurde, so dass die Bestätigung durch die Generalversammlung erst am 20. Juli 1940 erfolgte.

#### Protest der AKV Rauracia
Die AKV Rauracia war vorgängig nicht über die Gründung informiert worden, da die Gründer mit Widerstand der Rauracher rechneten. Erst nach erfolgter Gründung wurde die Rauracia informiert – diese reagierte empört und begann mit dem Sammeln von Unterschriften zur Einberufung einer ausserordentlichen Generalversammlung des Schw. StV mit dem Ziel die Gründung der AV Froburger nachträglich zu verbieten. Die erforderlichen Unterschriften konnten zuerst gesammelt werden und wurden dem CC überreicht, allerdings wurde ein Teil der eingereichten Unterschriften zurückgezogen, bevor die ausserordentliche Generalversammlung einberufen werden konnte.
An der Generalversammlung 1940 legte die AKV Rauracia nochmals alle ihre Beschwerdepunkte vor; trotz des Protests wurde die AV Froburger bestätigt, es wurde allerdings auch eine Untersuchungskommission eingesetzt, die die Umstände der chaotischen Gründung unter Berücksichtigung der Beschwerden prüfen sollte.
Zum 25-jährigen Bestehen der AV Froburger richtete die AKV Rauracia ihre „herzlichen Glückwünsche“ an die „jüngere Schwester, die wir am Anfang nur mit Widerwillen haben aufblühen sehen“.

#### Innerer Richtungskampf
Kurz nach der Gründung bildeten sich unter den Gründern zwei Lager, mit sehr unterschiedlichen Ideen für die Zukunft und die Ausgestaltung des Verbindungslebens. Die eine Seite dieser inneren Spaltung wollte eine Farbentragende Verbindung in couleurstudentischer Tradition aufbauen, während sich die andere Seite möglichst weit von der Rauracia distanzieren wollte. So wurde beispielsweise darüber diskutiert, ob überhaupt Farbengetragen werden und ob die AV Froburger einen Trinkcomment einführen sollten. Es standen sogar verschiedene Namensvorschläge für die junge Verbindung im Raum, neben dem heutigen Namen wurde auch die Alternative „Borromäer“ (Berufung auf den hl. Borromäus) diskutiert.
Schlussendlich wurde entschieden Farben zu tragen und einen abgeschwächten (Reform-)Comment einzuführen. Bei der Auswahl der Farben wurde darauf geachtet, dass man, innerhalb der vom Dachverband vorgegebenen Farben, möglichst weit von der AKV Rauracia entfernt liegt. Als Namen für die Verbindung wurde „AV Froburger“ gewählt, der Namen beruft sich auf das mittelalterliche Hochadelsgeschlecht Frohburg, das im Hochmittelalter grossen Einfluss im Raum Basel-Olten genoss. Seit 1939 reist die AV Froburger einmal im Jahr auf die Ruine Froburg bei Olten.

### Spätere Entwicklung
Im Jahr 1993 beschloss die AV Froburger als erste farbentragende Verbindung in Basel auch weibliche Studierende aufzunehmen. (Seit 1996 nimmt auch die Schwizerhüsli Basel weibliche Studierende auf).

## Bekannte Mitglieder
- Erich Diefenbacher (1928–2009), Schweizer Anwalt
- Efrem Cattelan (1931–2014), Schweizer Berufsoffizien und Chef der militärischen Geheimorganisation P-26
- Markus Hungerbühler (* 1974), Schweizer Politiker, ehemaliger Präsident CVP Kanton Zürich